# Јешевац
Јешевац је планина у Шумадији, налази се недалеко од Горњег Милановца, на само 7 километара источно. Највиша тачка планине Јешевац је Црни врх,902 m, што је веома високо за брежуљкасту Шумадију. Јешевац је планина трећа по висини у Шумадији, после Рудника са севера и Гледићких планина са југоистока. У подножју планине Јешевац, у котлини са југоистока налази се Гружанско језеро , а на југозападу се ослања на падине планине Вујан.